# Maršov u Úpice
Maršov u Úpice (do roku 1950 jen Maršov) je obec v okrese Trutnov v Královéhradeckém kraji. Leží zhruba 4,5 kilometru jihozápadně od Úpice. Obcí protéká potok Maršovka. Žije zde 191 obyvatel.

## Historie
První písemná zmínka o obci pochází z roku 1495.

## Obyvatelstvo
| Rok            | 1869 | 1880 | 1890 | 1900 | 1910 | 1921 | 1930 | 1950 | 1961 | 1970 | 1980 | 1991 | 2001 | 2011 | 2021 |
| -------------- | ---- | ---- | ---- | ---- | ---- | ---- | ---- | ---- | ---- | ---- | ---- | ---- | ---- | ---- | ---- |
| Počet obyvatel | 415  | 375  | 378  | 369  | 358  | 322  | 311  | 216  | 218  | 206  | 182  | 146  | 155  | 164  | 171  |
| Počet domů     | 75   | 76   | 76   | 76   | 78   | 77   | 79   | 81   | 70   | 64   | 59   | 74   | 77   | 78   | 82   |

## Obecní správa

### Obecní symboly
Znak a vlajka byly obci uděleny rozhodnutím předsedkyně Poslanecké sněmovny Parlamentu České republiky dne 18. května 2012.

## Pamětihodnosti
- Socha svatého Jana Nepomuckého
- Venkovská usedlost čp. 33
- Zvonice u školy
- Buk u Maršova, památný strom, v poli při sv. okraji vesnice